# Bataille de La Marsaille
Guerre de la Ligue d'Augsbourg
Batailles
- Philippsbourg (1688)
- Sac du Palatinat (1689)
- Baie de Bantry (1689)
- Mayence (1689)
- Walcourt (1689)
- Fleurus (1690)
- Cap Béveziers (1690)
- La Boyne (1690)
- Limerick (1690)
- Staffarda (1690)
- Québec (1690)
- Coni (1691)
- Mons (1691)
- Leuze (1691)
- Aughrim (1691)
- La Hougue (1692)
- Namur (1692)
- Steinkerque (1692)
- Lagos (1693)
- Neerwinden (1693)
- La Marsaille (1693)
- Charleroi (1693)
- Saint-Malo (1693)
- Rivière Ter (1694)
- Palamós (1694)
- Camaret (1694)
- Texel (1694)
- Dieppe (1694)
- Bruxelles (1695)
- Namur (1695)
- Dogger Bank (1696)
- Carthagène (1697)
- Barcelone (1697)
- Baie d'Hudson (1697)

La bataille de La Marsaille, ou bataille de Marsaglia, est une bataille victorieuse livrée le 4 octobre 1693 par une armée française commandée par Nicolas de Catinat face à une armée hispano-savoyarde commandée par Victor-Amédée II de Savoie pendant la guerre de la Ligue d'Augsbourg.

## Ordre de bataille
Ordre de bataille de l'armée du Maréchal de Catinat,,,
1re ligne
- Aile gauche sous les ordres du lieutenant général Jean de Garde d’Agoult, marquis de Vins[5] et du maréchal de camp, Monsieur de Varennes.
  - Brigade de Monsieur de Saint-Maurice
    - Régiment de Carabiniers cavalerie (2 escadrons)
    - Régiment de La Reine cavalerie (4 escadrons)
    - Régiment de Robecq cavalerie (2 escadrons)
    - Régiment de Saint-Maurice cavalerie (4 escadrons)

  - Brigade d’Armand du Cambout
    - Régiment de Senneterre cavalerie (4 escadrons)
    - Régiment de Bretagne cavalerie (4 escadrons)
- Centre sous les ordres du lieutenant général Charles Fortin de La Hoguette et du maréchal de camp Jacques Éléonor Rouxel de Grancey
  - Brigade de Monsieur de Famechon
    - Régiment de Nivernois infanterie (1 bataillon)
    - Régiment de Feuquières infanterie (2 bataillons)
    - Régiment de Famechon infanterie (1 bataillon)
    - Régiment de Sauvatre infanterie (1 bataillon)

  - Brigade de Monsieur von Fürstemberg
    - Régiment de Vaubécourt infanterie (2 bataillons)
    - Régiment von Fürstemberg infanterie (3 bataillons)

  - Brigade de Monsieur Maxvill
    - Régiment de dragons du Roi d'Angleterre (1 bataillon)[6]
    - Régiment de dragons de la Reine d'Angleterre (1 bataillon)[7]

  - Brigade de Clérambault
    - Régiment de Quercy infanterie (1 bataillon)
    - Régiment de Flandre infanterie (1 bataillon)
    - Régiment de Clérambault infanterie (1 bataillon)
    - Régiment de Touraine infanterie (1 bataillon)

  - Brigade de Monsieur Baudumain
    - Régiment de Bigorre infanterie (1 bataillon)
    - Régiment de Médoc infanterie (1 bataillon)
    - Régiment de Sault infanterie (2 bataillons)

  - Brigade de Monsieur Bellane
    - Régiment de Catinat infanterie (1 bataillon)
    - Régiment de Condé infanterie (1 bataillon)
    - Régiment de La Marine infanterie (2 bataillons)
- Aile droite sous les ordres du lieutenant général duc de Vendôme et du maréchal de camp de Bachevilliers Alexandre d'Esseville de Gaudechart, marquis de Bachevilliers
  - Brigade de Monsieur de Grammont
    - Régiment de Grammont cavalerie (4 escadrons)
    - Régiment de Catinat cavalerie (4 escadrons)

  - Brigade de Monsieur de Josfreville
    - Régiment de Josfreville cavalerie (4 escadrons)

  - Brigade de Monsieur de Devroucy
    - Régiment de cavalerie de la Gendarmerie de France et Royal-Carabiniers (8 escadrons)

2e ligne
- Aile gauche sous les ordres du lieutenant général le Grand Prieur Philippe de Vendôme.
  - Brigade de Monsieur de Saint-Livière
    - Régiment de Saint-Livière cavalerie (2 escadrons)
    - Régiment de Esseuille cavalerie (4 escadrons)
    - Régiment de Courlandon cavalerie (4 escadrons)

  - Brigade de Monsieur de Valençay
    - Régiment de Valençay cavalerie

  - Brigade de Monsieur de la Chassaigne
    - Régiment de Bretagne infanterie (1 bataillon)
    - Régiment de Rebcoq infanterie (1 bataillon)
    - Régiment de Poitiers infanterie (1 bataillon)
    - Régiment de Gâtinois infanterie (1 bataillon)
- Centre sous les ordres du Maréchal de camp d'Usson
  - Brigade de Monsieur de Chartoigne
    - Régiment de Vendôme infanterie
    - Régiment d'Île-de-France infanterie (1 bataillon)
    - Régiment de Beauce infanterie (1 bataillon)
    - Régiment de Labour infanterie (1 bataillon)

  - Brigade de Monsieur Wacos
    - Régiment de la Reine d’Angleterre infanterie (1 bataillon)[8]
    - Régiment de Limerick infanterie (1 bataillon)[9]

  - Brigade de Monsieur de la Vallière
    - Régiment de Barrois infanterie (1 bataillon)
    - Régiment de Thiérache infanterie (1 bataillon)
    - Régiment de Dauphiné infanterie (1 bataillon)
    - Régiment de Perche infanterie (1 bataillon)

  - Brigade de Monsieur de Novion
    - Régiment de Clarke infanterie (3 bataillons)
    - Régiment de Grancey infanterie (1 bataillon)
- Aile droite sous les ordres du lieutenant général de Larray
  - Brigade de Monsieur de Fonboissard
    - Régiment de Fonboissard cavalerie (4 escadrons)
    - Régiment de Peisac cavalerie (4 escadrons)

  - Brigade de Monsieur de Catalan
    - Régiment de Catalan cavalerie (4 escadrons)
    - Régiment de Villepion cavalerie (4 escadrons)[10]
- Artillerie
- Réserve
  -     - Régiment de Montbas cavalerie (4 escadrons)
    - Régiment de Guinaudan cavalerie (4 escadrons)
    - Régiment de Vaugrenau infanterie (2 bataillons)

## Déroulement de la bataille
Victor-Amédée ayant bloqué Pignerol et assiégé Casal en août 1693, Catinat, qui avait reçu la gendarmerie en renfort et était retranché dans son camp de Fenestrelle, décida de passer à l'attaque.
Il forma son armée sur trois lignes l'infanterie au centre et la cavalerie aux ailes :
- le duc de Vendôme commandait la première ligne de l'aile droite ;
- le marquis de Larré, la seconde ;
- le lieutenant-général de La Hoguette, l'infanterie du corps de bataille ;
- le marquis de Vins et le grand prieur de Vendôme, l'aile gauche.

Bien que le prince Eugène et d'autres lui eussent conseillé d'attendre une occasion favorable et de se replier sur Turin, Victor-Amédée, voulant prendre sa revanche de sa défaite à Staffarde, rangea ses troupes en trois lignes.
Les forces étaient identiques (35 000 Français contre 30 000 alliés) mais Catinat disposait d'une position dominante.
L'attaque eut lieu sur tout le front : les troupes hispano-savoyardes furent enfoncées, l'infanterie française renversa à la baïonnette les escadrons intercalés avec les bataillons, sans tirer.
À l'aile droite, la cavalerie déborda l'aile gauche alliée. La gendarmerie, exemplaire, ramena au combat les bataillons de première ligne et attaqua l'infanterie ennemie par le flanc. Le marquis de Mézières, commandant les gendarmes anglais, fut tué à la tête de son régiment.
Les alliés fuirent, laissant sur le champ de bataille 8 000 morts ou blessés, 2 000 prisonniers, leurs canons et 32 drapeaux ou étendards. Les Français perdirent quant à eux 1 800 hommes.
Cependant, faute de matériel et d'argent, Catinat ne put assiéger Turin mais Casal était débloquée.

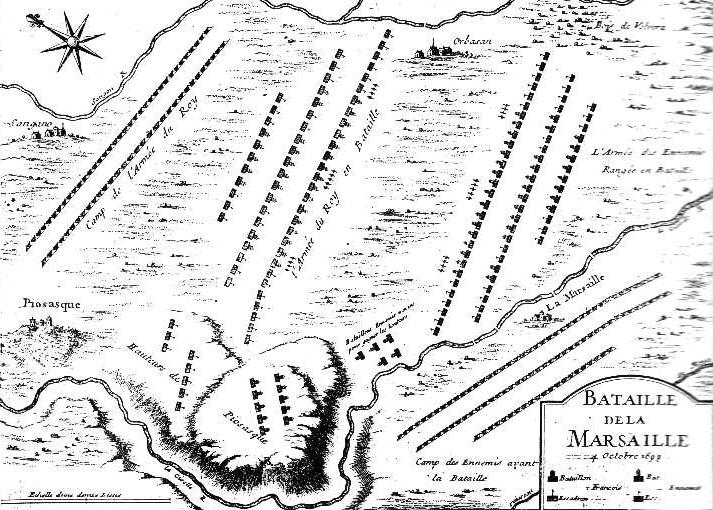
Carte de la bataille de La Marsaille, les forces françaises sont à gauche.

## Postérité
Une peinture de la bataille a été réalisée en 1837 par Eugène Devéria pour la galerie des batailles du château de Versailles.